# Friedrichstraße 1 und 6 (Dauborn)

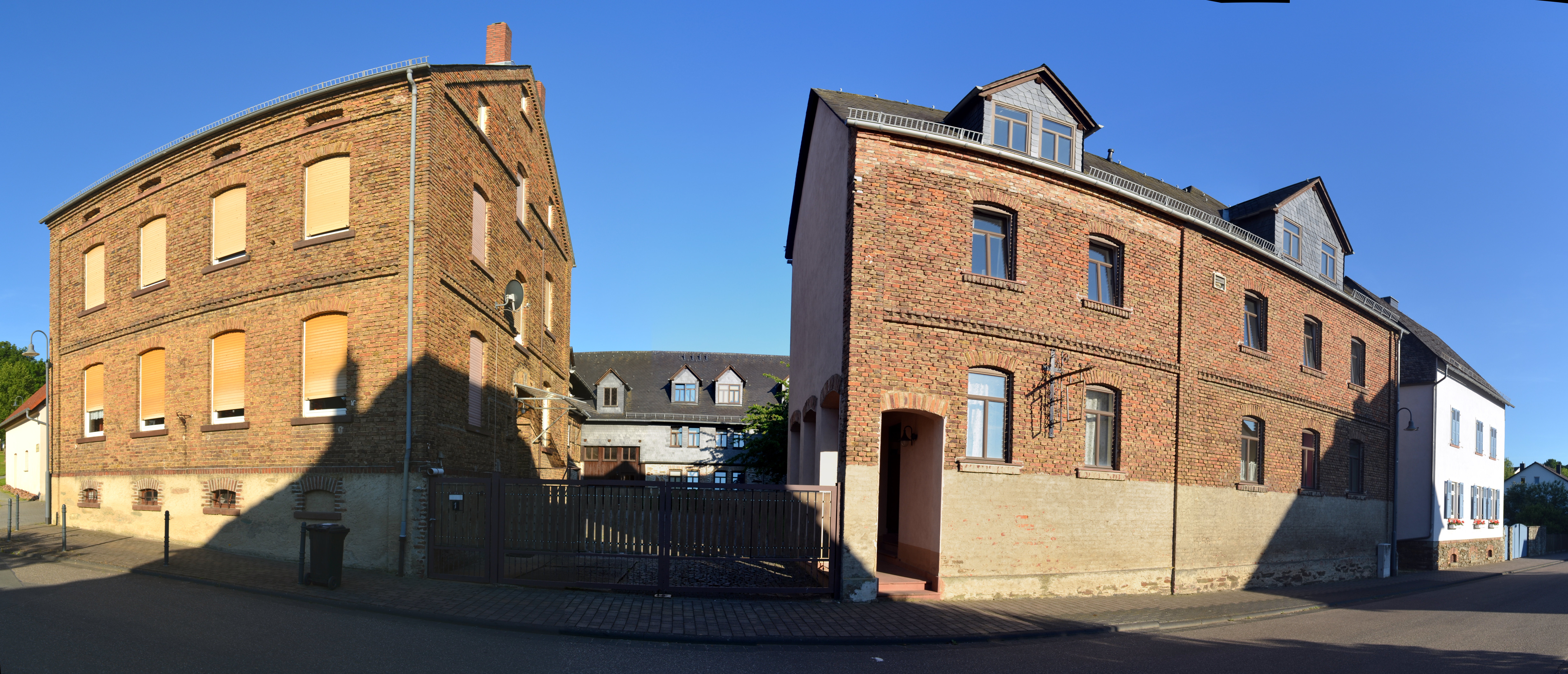
Gebäude Friedrichstraße 1 und 6 in Dauborn

Die Gebäude Friedrichstraße 1 und 6 in Dauborn, einem Ortsteil der Gemeinde Hünfelden im mittelhessischen Landkreis Limburg-Weilburg, wurden 1899 in freier Feldlage errichtet. Die Vierseithöfe sind geschützte Kulturdenkmäler.
Die beiden Vierseithöfe sind von beträchtlicher Ausdehnung und gleichartiger Gestaltung. Beide waren sogenannte Brennhöfe, die Feldbau, Viehhaltung und Branntweinherstellung verbanden.
Die Wohnhäuser und Brennereien aus Ziegelmauerwerk, die Herstellung der Ziegel erfolgte vor Ort, haben eine abgestufte Gliederung. Die Scheunen, Remisen und Ställe bestehen aus unverputztem Bruchsteinmauerwerk. Darüber sind ausgemauertes oder verschiefertes Fachwerk und Kalksteinwände.